# Kommuna (Uliànovsk)
|  | Per a altres significats, vegeu «Kommuna». |

Kommuna (en rus: Коммуна) és un poble (un possiólok) de l'óblast d'Uliànovsk, a Rússia, que el 2010 tenia 31 habitants. Pertany al districte municipal de Kuzovàtovo.